# Väster, Växjö

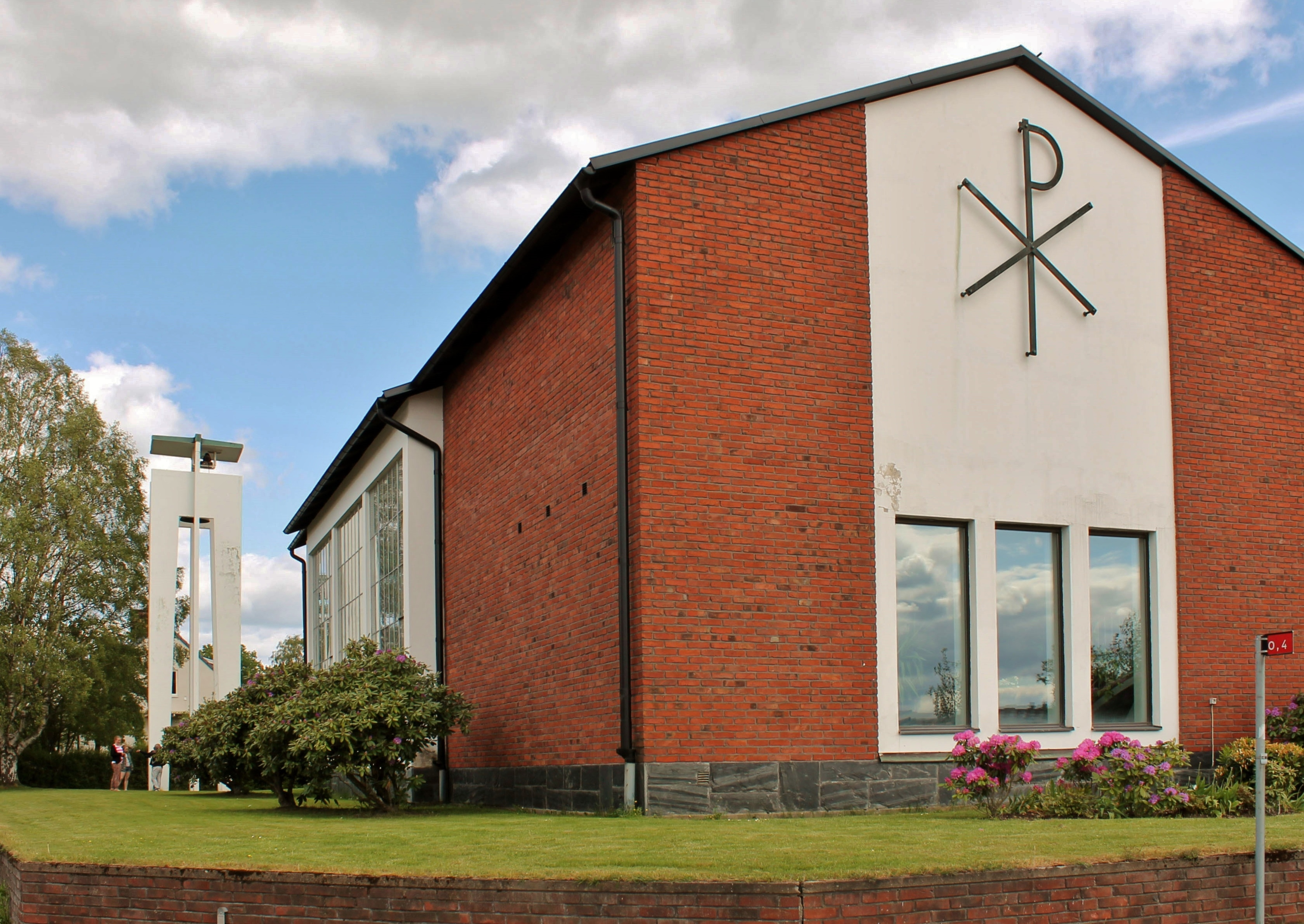
Västrabokyrkan

Väster är en stadsdel i centrala Växjö. Stadsdelen är till stor del ett villaområde; mitt i den ligger låg- och mellanstadieskolan Ulriksbergskolan. På Väster finns fyra olika kyrkor: Ulriksbergkyrkan, Sankt Mikaels katolska kyrka, Västrabokyrkan samt Jesu Kristi kyrka av sista dagars heliga. Växjös komvux är beläget på Väster. 
I anslutning till stadsdelen ligger köpcentren Grand Samarkand och Västerport samt det gamla infanteriregementet I 11. Väster som stadsdel har funnits i mer än 50 år.